# Рудольф, Кевин
Ке́вин Ру́дольф (англ. Kevin Rudolf; род. 17 февраля 1983, Нью-Йорк, США) — американский рок-певец и автор песен, рэпер и продюсер, подписал контракт с Cash Money Records. Его прорывная песня: 2008 дебютный сингл «Let It Rock» с участием Лил Уэйна, который был четырежды платиновым и достиг #5 на Billboard Hot 100, № 5 на UK Singles Chart, № 3 на ARIA Charts, а также № 2 на Canadian Hot 100. Его второй студийный альбом To the Sky имеет платиновый сингл «I Made It» с Лил Уэйном, Джеем Шоном, и Birdman, пик которой пришёлся на 21 место в US Hot 100 и № 11 на цифровом чарте Billboard. Записывал песни для World Wrestling Entertaiment с Lil Wayne, Jay Sean, Birdman. Рудольф получил три награды BMI.

## Детство и юность
Кевин Уинстон Рудольф (Kevin Winston Rudolf) родился 17-го февраля 1983-го в Нью-Йорке в семье певицы (Эллин) и британского диджея (Стивен). Второе имя Кевина Уинстон — было дано ему в честь солиста легендарного участника группы Beatles Джона Уинстона Леннона. После развода родителей он рос с мамой в Майами, штат Флорида. И именно мать призвала мальчика учиться музыке; так в двенадцать лет Кевин узнает о гитаре. Он быстро понял, что это за инструмент, и научился неплохо играть."Мой папа… был диджеем в то время в Балтиморе. Он англичанин и в своё время организовал несколько концертов Beatles и Rolling Stones. На самом деле именно поэтому моё второе имя — Уинстон, он назвал меня в честь второго имени Джона Леннона. И конечно мама, будучи певицей позволяла мне приходить на её концерты и саундчеки. Они оба действительно повлияли на то, что я стал музыкантом" — рассказывает Кевин. Первая запись, которую вспоминает артист — Van Halen «Jump», под которую он прыгал по всей квартире. Его первая гитара была подарком от деда, который понял, что его внук уже имеет «страсть к музыке». Его музыкальные навыки заметно улучшились."Моя мать сказала однажды сказала мне одну действительно умную вещь: «Что бы ты не оставил, ты найдёшь», так что я подумал, что это имеет смысл и стал очень много практиковаться"- говорит артист. Рудольф играл с местными рок-группами, в том числе и в составе альтернативной рок-группы «Paint», но вскоре разочаровался напряженностью и внутренними перепалками, связанными с ситуацией среди участников коллектива. Взяв дело в свои руки,Кевин начинает создавать собственные ритмы и музыкальные треки, а также писать новый материал.

## Музыкальная карьера

### 2000-06: Начало карьеры
В октябре 1998 года вышел сингл группы Ace Of Base под названием «Whenever You’re Near Me». Кевин Рудольф принял участие в создании ремикса от Strobe в качестве гитариста. После этого артист часто начал участвовать в записи популярных песен многих известных исполнителей в качестве музыканта и автора. В то время он познакомился со многими людьми, которые в дальнейшем помогли Рудольфу в продвижении собственного проекта.
В 2001-м Рудольф отметил свой первый прорыв с выпуском собственной поп-записи Binocular на лейбле 'Maverick Records', используя псевдоним Binocular. Заглавный трек с релиза, 'You', был использован в популярном телесериале 'Тайны Смолвиля' ('Smallville'). В 2003-м певец начал сотрудничество с Тимбалэндом (Timbaland) и отвечал за гитары для сингла 'The Jump Off' певицы Лил Ким (Lil' Kim). Позже, в этом году, Кевин появился на пластинке Timbaland & Magoo — Under Construction, Part II, также в качестве гитариста. Примечательно, что в этот период артист работал под псевдонимом Kevin 'Phantom' Rufolf. В 2004-м, по-прежнему именуя себя Binocular, Кевин выпустил кавер-версию песни 'Maybe You’re Gone', написанную певцом и автором песен Дэнни Шерром (Danny Scherr). Композиция 'Maybe You’re Gone' стала саундтреком к комедии Люка Гринфилда (Luke Greenfield) 'Соседка' ('The Girl Next Door'). Несмотря на положительные отзывы, альбом в большей степени остался незамеченным в Соединённых Штатах.
Сольная карьера Рудольфа началась в 2003 году, когда знаменитый продюсер Джимми Дуглас познакомил его с продюсером-суперзвездой Timbaland. Рудольфу было предложено поприсутствовать при записи в студии, но Тимбалэнд настоял, чтобы Кевин принял непосредственное участие в записи и вскоре Рудольф оказался участником, сыграв на гитаре в 2003 году в хит-сингле Lil 'Kim «The Jump Off». Рудольф вспоминает: «Сначала я просто вошел в студию, чтобы поглотить все, что мог. Я принес свою гитару как мирное предложение, так что я не чувствовал себя совершенно бесполезным. Скоро я играл на треках».
Рудольф заявил, что время, проведенное с Тимбалэндом, повлияло на его собственное отношение к записи. «Работая с Тимбалэндом, я был поражен его трудовой этикой и тем, насколько много он работал над чем-то, пока не получил желаемые результаты». Он продолжил сотрудничество с Тимбалданом над многими песнями, в том числе с The Black Eyed Peas, Джастином Тимберлейком, Нелли Фуртадо и Дэвидом Баннером.

### 2007-09: Успех и контракт с крупным лейблом
Рудольф продолжал работать над своим сольным материалом в течение 2007 года, все ещё работая с Тимбалэндом. Во время одной из сессий он встретил Брайана «Birdman» Уильямса и Рональда «Slim» Уильямса, братьев и совладельцев крупного музыкального лейбла Cash Money Records. "Я сыграл им пару записей, которые я написал и спродюсировал, и они захотели их для одного из своих исполнителей. Затем я сыграл им свои сольные произведения, и они перевернули это в песню под названием «Coffee and Donuts». С этого началась работа и несколько месяцев спустя Lil Wayne был подключен к записи «Let It Rock» и они подписали со мной контракт, а остальное — история.
Когда Рудольф подписал контракт с лейблом Cash Money, он стал первым белым артистом, а также первым рок-исполнителем, подписавшим контракт с лейблом, ранее известным выпуском альбомов афроамериканских рэп-исполнителей, в том числе, самыми знаменитыми Lil Wayne и Ники Минаж. Генеральный директор Слим Уильямс объяснил: «Мы любим единственных в своем роде артистов, и Кевин рулит во всем, что он делает… мы всегда смотрим на шаг вперёд, на следующий уровень, который мы можем привлечь к нашей аудитории, работая с другими артистами, но когда он сыграл мне свои сольные вещи, мы просто знали, что нам нужно налаживать партнерские отношения».
«Let it Rock» — первый сингл с дебютного альбома Рудольфа «In The City», был выпущен 16 июня 2008 года. Написанный и продюсированный Рудольфом, записанный при участии Лил Уэйна. Песня достигла невероятного успеха, дебютировав под № 5 в влиятельном музыкальном чарте Billboard Hot 100. Известный музыкальный критик Дэвид Джеффрис предсказал, что поклонники найдут в треке «почти идеальный момент».
В то время как критик Рик Флорино назвал голос Рудольфа «сексуальным и напыщенным» и отметил его «разнообразный набор звучания». Песня стала основным элементом спортивных событий. BMI отметили трек как второй самый популярный трек в NFL, MLB и NHL аренах и стадионах.
В то время, как «Let it Rock» уже стал огромным хитом, поклонники и СМИ все ещё отмечали ощущение «загадки» вокруг Рудольфа. "На самом деле не было никакой тайны, — сказал он. «Песня просто взорвалась быстрее, чем мы могли её догнать. Но было здорово, что музыке была предоставлена возможность говорить самой за себя. Люди действительно чувствовали это — это не было чем-то поддельным. И для меня музыка всегда была на первом месте. В отличие от некоторых артистов, я не хочу, чтобы мне уделялось столько же внимания, сколько моей музыке».
Первый студийный альбом Рудольфа под названием «In The City» был выпущен 24 ноября 2008 года. Он был написан и спродюсирован лично Кевином, за исключением одной песни «She Can Get It», которая была записана совместно продюсером The Neptunes. Рудольф объяснил, что альбом рассказывает о «взрослении в Нью-Йорке, когда город был диким … казалось, что правил нет, и вы могли бы быть тем, кем хотели. Это пейзаж данного альбома». Альбом был отмечен как слияние музыкальных стилей Рудольфа, а именно рок и хип-хоп. «Речь идет о том, чтобы вокально использовать рок-музыку, барабаны хип-хопа, синтезаторы и гитары, и в какой-то мере заострять края всего. Вы объединяете это. Вот как я это делаю». 'In The City' отметился в чартах Billboard Hot 200 (пиковая позиция 94) и Canadian Albums Chart (пик 74). Альбом был продан в количестве 102 тыс. копий на территории США. В качестве промо было выпущено 2 сингла.
В обзорах альбома была отмечена склонность Рудольфа к «жанровому изгибу». «В „In The City“ имеются шпаргалки из рэпа и рок-н-ролла, не в погоне за гибридом Limp Bizkit, но с намерением создать кроссоверную рок-запись с современными инструментами хип-хопа … трудно отрицать, что Рудольф — человек с большими идеями».
Лид-сингл «Let it Rock» все ещё привлекает наибольшее внимание, но и другие песни с альбома также начали оказывать влияние. «Welcome To The World» — второй сингл альбома, стал золотым и был показан в рекламных объявлениях WrestleMania XXVI. Трек «NYC» был показан в эпизоде CSI: NY.
В течение большей части 2009 года Кевин исполнял песни из альбома «In The City», в том числе выступая на ТВ в таких шоу, как «Джимми Киммел-шоу», «Танцы со звездами», «Мисс США» и «Звездная игра» NBA 2009 года.

### 2010-11: Второй альбом To The Sky
15 июня 2010 года вышел второй студийный альбом Кевина Рудольфа «To The Sky». Альбом состоит из 11 треков с общим временем звучания 37 минут. Первый сингл с альбома «I Made It (Cash Money Heroes)» был выпущен 2 февраля 2010 года в преддверии альбома, став вторым платиновым синглом Рудольфа. 14 сентября последовал сингл «You Make the Rain Fall», записанный при участии Flo Rida, смог отметиться лишь в Canadian Hot 100, достигнув пиковой позиции под номером 59. Критические обзоры были неоднозначными, с одной поговоркой: «In The City» развилось…на более высокий уровень", в то время как другие отметили «хорошие тексты», но сокрушались, что «без достойного преемника „Let it Rock“, это трудно порекомендовать после его дебюта».
Отвечая на вопрос о своей песне «I Made It», Рудольф подробно рассказал о своих чувствах к успеху. «Я думаю, что „I Made It“- это то, что вы делаете поэтапно. Существует определённое чувство „я сделал это“, когда вы впервые попали на радио, и люди чувствуют это, покупая его и реагируя на него на шоу, но с тех пор я также ставил новые цели».
«To The Sky» дебютировал в чарте Billboard Hot 200 под номером #78 с продажами 20,000 копий на территории США.
Лид-сингл, записанный при участии Birdman, Jay Sean и Lil Wayne достиг пиковой позиции #21 в Billboard Hot 100, а также отметился в чартах Австралии, Новой Зеландии и Канады. Имеет статус платинового в США (1000000 копий) и в Австралии (112000 копий).
Кевин является автором и сопродюсером всех песен на альбоме.

### 2012-14: Работа над третьим альбомом
17 апреля 2012 года Кевин презентовал новый сингл под названием «Don’t Give Up». Песня должна была стать первым синглом в поддержку третьего альбома Рудольфа. В целом трек получил положительные отзывы от критиков. Rolling Stone отметили, что в новом сингле Кевин «„обнимает чистую поп-музыку“. Песня призывает слушателей своей яркой акустической гитарной мелодией, быстрыми ловушками и вздымающимся сообщением.» "Когда я начал писать этот альбом, я только что вернулся в Нью-Йорк, где я вырос. Я только что приехал из Лос-Анджелеса, и когда я добрался до города, я чувствовал себя очень позитивно и надежно, и это то место, откуда взялась «Don’t Give Up», — объясняет Кевин.- «И плюс, поскольку конец света наступает в 2012 году, я думал, что останусь на высокой ноте». Трек стал саундреком к WWE. В 2012 году Кевин выступил с ним на фестивале WWE SummerSlam.
14 сентября 2012 года вышел сингл 'Champions', записанный совместно с Limp Bizkit, Birdman и Lil Wayne. Песня была выбрана в качестве саундтрека для WWE’s «Night of Champions».
2 июля 2013 года блогер Перез Хилтон презентовал видео Рудольфа на его новый сингл «Here’s To Us». Хилтон заявил: «„Here’s To Us“ станет лид-синглом его предстоящего третьего альбома. У нас реально были мурашки, когда мы смотрели это видео! У него такое позитивное сообщение. Мы просто любим взгляд Кевина на жизнь!» 26 июля Рудольф объявил через свою официальную страницу Twitter, что сингл «Here’s to Us» будет доступен в iTunes с 30 июля. Песня была также представлена на саундтреке видеоигры 2014 года «Чемпионат мира по футболу в Бразилии».

### 2015-сегодняшний день: Новый альбом Space Rock
13 января 2015 года Кевин Рудольф объявил о завершении своего контракта с Cash Money Records, и теперь он стал независимым артистом. Последствием разрыва контракта с лейблом являлось то, что Рудольф не мог выпускать музыку под своим именем в течение трех лет с момента выхода последней записи на Cash Money Records. На этот период Рудольф создал новый проект под псевдонимом Space Rock.
После подписания контракта с Primary Wave Music в июле 2015 года Кевин отказался от названия Space Rock и вернулся к Кевину Рудольфу, используя Space Rock в качестве названия предстоящего альбома. 21 мая 2015 года Кевин выпустил первый сингл из «Space Rock» под названием «That Other Ship». Сингл был переиздан 22 июня под руководством Кевина Рудольфа.
22 июня 2015 года Кевин выпустил новый сингл «Blaze of Glory», который стал саундтреком для WWE Tough Enough.
В июне 2015 года Рудольф опубликовал отрывок новой песни в своём инстаграме. 7 июля 2017 года трек «Nobody Gets Out Alive» появился на iTunes. Кевин рассказал о новом сингле в интервью для Songwriter Universe: «„Nobody Gets Out Alive“ — это песня о посвящении, индивидуальности и о том, что нужно жить каждый день так, как будто он последний, потому что в один прекрасный день это произойдет. Да, это будет часть альбома. Я буду выпускать синглы каждый месяц или каждые два месяца, а затем выпущу альбом, который выйдет либо в конце этого года, либо в начале следующего года.» 29 сентября 2017 года был представлен клип на vevo-канале Кевина.
5 апреля 2019 года на сайте Billboard состоялась премьера нового сингла и клипа Кевина, записанного при участии Lil Wayne под названием 'I Will Not Break'.

## Дискография
Альбомы
- Binocular (2001)
- In the City (2008)
- To The Sky (2010)

Синглы
- Tennessee (feat. Baby) (2008)
- Let It Rock (feat. Lil Wayne) (2008)
- Shooting Star (feat. David Rush & Pitbull) (2008)
- Welcome to the World (feat. Kid Cudi) (2009)
- Just Say So (feat. Brian McFadden) (2010)
- I Made It (Cash Money Heroes) [feat. Birdman, Jay Sean & Lil Wayne] (2010)
- Don’t Give Up (2012)
- Champions (feat. Limp Bizkit, Birdman & Lil Wayne) (2012)
- Here’s To Us (2013)
- That Other Ship (2015)
- Blaze of Glory (2015)
- Nobody Gets Out Alive (2017)
- I Will Not Break (feat.Lil Wayne) (2019)

## Личная жизнь
Кевин проживает совместно с гражданской супругой Shonna Drew (модель, художник). В 2014 году у пары родился сын Майлз.

## Другие проекты
В сентябре 2009 года, выпустив два сольных альбома, Рудольф переехал из Майами в Лос-Анджелес, чтобы сосредоточиться на совместном написании и продюсировании записей для нескольких артистов, базирующихся в Лос-Анджелесе, включая Cobra Starship, Leona Lewis, Lifehouse, Natasha Bedingfield, Selena Gomez и Weezer. «Я провел много времени в Лос-Анджелесе после того, как несколько моих записей выстрелили, и я начал писать и писать для многих других артистов. Я вошел в эту игру, а потом, когда вернулся в Нью-Йорк, Я вырос в Нью-Йорке, я снова почувствовал себя полностью вдохновленным. Мне казалось, что я сделал достаточно для написания песен для других людей, что я действительно хотел сказать что-то. Я думаю, что сейчас нет музыки, на самом деле нет никакого сообщения. Никто ничего не говорит … Мне просто казалось, что я действительно хотел вернуть что-то в мир, который вдохновляет людей, что-то говорит и что-то значит».
В 2008 году Кевин стал автором и продюсером песни 'Something About You' для Kevin Lyttle.
2009 год выдался очень насыщенным для артиста.
Ещё в 2008 в интернете появилось демо Кевина Рудольфа для американской актрисы и певицы Линдси Лохан под названием 'Better Than Her'. Позже песня была исполнена певицей Matisse. Также в 2009 Кевин написал и спродюсировал песню для певицы Леоны Льюис 'Love Letter'. В сети также имеется версия песни в исполнении самого Рудольфа и исходя из опросов, поклонники считают её одной из лучших у артиста.
Кевин Рудольф был удостоен двух наград BMI Pop Award за работу над треками 'Good Girl Gone Bad' для группы Cobra Starship и 'Halfway Gone' группы Lifehouse.
Также в этом году состоялся релиз незабываемого супер-хита 'Shooting Star', совместной работы Кевина Рудольфа, David Rush, LMFAO и Pitbull.
9 апреля 2010 года состоялся релиз совместного сингла Кевина Рудольфа и Брайана Макфаддена под названием 'Just Say So'. Сингл дебютировал на первой строчке главного чарта Австралии ARIA Singles Chart и удерживал лидерство в течение трёх недель. Трек стал вторым номером один в карьере Макфаддена и имеет статус платинового в Австралии. Съёмки видео проходили в клубе The Ivy Nightclub, в Сиднее, в марте 2010.
В 2010 году Рудольф выступил в качестве продюсера двух треков «Oh Yeah» и «City Is Ours» на дебютном альбоме американской поп-рок группы Big Time Rush.
21 сентября 2010 года состоялся релиз дебютного альбома рок-группы «My Darkest Days», Кевин выступил в качестве соавтора одного из треков на альбоме «The World Belongs To Me».
Также в 2010 году Кевин Рудольф отметился на альбоме Jesse McCartne 'Have It All', а именно на треках «I Think She Likes Me» (бас-гитарист, продюсер) и One Night (продюсер). Примечательно, что Джесси Маккартни присоединился к Кевину во время исполнения его хита 'Let It Rock' на концерте, организованном радиостанцией Kiss 95.1 в Нью-Йорке 12 декабря 2010 года. Видео с мероприятия ниже.
В 2013 году Рудольф сделал перерыв в записи своего собственного альбома, чтобы написать песню с кантри-исполнителем Китом Урбаном и кантри-композиторами Брэдом и Бреттом Уорреном, записав «Little Bit of Everything», который Urban презентовал 16 мая 2013 года в финале 12 сезона американского идола.